# Раколта, Терри
Терри Линн Раколта (англ. Terry Lynn Rakolta, в девичестве — Стерн (англ. Stern)) — американская активистка борьбы с непристойностями на телевидении. Получила широкую известность, когда в 1989 году объявила бойкот популярному ситкому «Женаты… с детьми», показываемому по телеканалу Fox Broadcasting Company (в России известна его адаптация — «Счастливы вместе» на телеканале ТНТ).

## Ранняя биография
Терри Стерн — коренная жительница городка Блумфилд-Хилс из штата Мичиган. По вероисповеданию — мормонка. Её муж Джон Раколта-младший — бизнесмен и дипломат, потомок румынских эмигрантов, в период президентства Дональда Трампа был послом в Объединённых Арабских Эмиратах.
Сестра — Ронна Ромни — активистка от Республиканской партии и ведущая ток-шоу на радио; бывшая жена политика-республиканца Скотта Ромни.

## Бойкот ситкома «Женаты… с детьми»

Кадр из эпизода Her Cups Runneth Over (актриса Девин Де Васкес)

По существовавшим в то время правилам, временной интервал с 19:00 до 21:00 (20:00 ± 1 час) на американском телевидении был выделен для семейного просмотра, то есть показываемые в это время программы должны были удовлетворять потребностям как детей, так и их родителей. Воскресным вечером 15 января 1989 года 41-летняя домохозяйка Терри Раколта искала программу, которую могли бы посмотреть её трое детей, пока она занималась на беговой дорожке. Её выбор пал на относительно молодой кабельный телеканал Fox, по которому в 20:30 должен был начаться сериал «Женаты… с детьми». Как позже утверждала Раколта, она не была знакома с этим ситкомом, однако в программе телепередач тот был указан как «семейный» и к тому же шёл в семейное время. Поэтому она включила детям данный сериал, а сама ушла заниматься в другую комнату.
Непосредственно в тот вечер шёл эпизод Her Cups Runneth Over (с англ. — «Её чаши переполняются» — отсылка к псалму 23.5 из англоязычной версии Ветхого Завета), в котором по сюжету Эл Банди в магазине ищет купальник для своей жены. Когда Терри Раколта услышала из телевизора фразы на тему сексизма, шовинизма, пошлости и прочих непристойностей, она уже на пятой минуте показа прогнала детей из комнаты, после чего села смотреть данный ситком дальше. Женщину возмутило, что в семейное время в эфире шутили про трансвеститов, геев, порнографию и сексуальную тему в целом. Особенно её критике подверглась сцена в примерочной (начинается в 16:42), когда девушка (её играет 25-летняя Девин Де Васкес) спрашивает у Эла, как на ней смотрится комплект нижнего белья, а затем скидывает лифчик, представ перед ним топлес.
На следующий день женщина позвонила на телеканал с требованием снять это шоу с эфира. На тот момент у Fox ещё не было отдела по работе с клиентами, поэтому на звонок ответила сценарист этого самого эпизода — Марси Фосбург (англ. Marcy Vosburgh). Сценарист ответила, что они в сериале придерживаются британских стандартов цензуры, а если телезрителям что-то не нравится, то они всегда могут переключить телевизор. Ранее Раколта не занималась политической или общественной деятельностью, но данный грубый ответ настолько её разозлил, что она написала письма 42 компаниям, чьи рекламные ролики показывались на Fox, с требованием прекратить финансировать подобное. Как позже заявила Терри в интервью: Меня беспокоит, что за это платят рекламодатели. Они забирают мои доллары и вкладывают их в порноэротику (англ. I care that there are advertisers out there paying the freight for this. They're taking my dollars and putting them into soft-core pornography.). К её изумлению, многие рекламодатели откликнулись на данные письма и сняли свою рекламу с телеканала, в том числе такие компании, как Procter & Gamble, McDonald’s, Tambrands и Kimberly-Clark, а президент Coca-Cola даже прислал письмо с извинением за рекламу во время данного эпизода.
Президент телеканала Fox Джейми Келлнер в ответ публично раскритиковал активистку, заявив, что в сериале отображена реальная жизнь семей ниже среднего класса, которым чужды многие нормы морали, в том числе уважение к женщинам. Медийный аналитик и глава рекламной компании Пол Шульман (англ. Paul Schulman) также встал на защиту ситкома, заявив, что по уровню юмора «Женатые…» уступают только «Весёлой компании». В свою очередь журналист и критик Джон О’Коннор назвал данное шоу «вопиюще грубым», описав его как «семья из жены-бимбо и мужа-настоящего шовиниста»; наибольшую критику вызвала сцена, в которой показали семейного пса во время процесса дефекации.
В итоге руководство Fox перенесло показ телесериала с 20:30 на 21:00, а также призвало его сценаристов снизить уровень непристойностей. Терри Раколта в свою очередь вскоре создала организацию «Американцы за ответственное телевидение» (англ. Americans for Responsible Television), чтобы бороться с непристойностями и на других телеканалах. Также 19 февраля по телевидению планировали показать новый эпизод I'll See You in Court (с англ. — «Встретимся в суде»). Но его содержание на фоне происходившего бойкота было расценено настолько непристойным, что данный эпизод тогда не решились выпустить в эфир; впервые он был показан по американскому телевидению лишь в 2002 году в отцензуренном варианте.
Бойкот, однако, привёл к тому, что название сериала появилось на первых страницах крупных медийных изданий, тем самым породив эффект Стрейзанд. Fox получил рекламу, о которой не мог и мечтать, благодаря чему вскоре стал одним из крупнейших телеканалов США, наряду с ABC, CBS и NBC. Спустя год многие из ушедших рекламодателей вновь вернулись на телеканал, а также появились новые, более крупные, включая такие, как Gillette, Subaru, Michelob Dry, Nissan, тем самым увеличив прибыль компании. Позже актриса Кэти Сагал прокомментировала эту ситуацию: [В благодарность] мы посылали ей цветы каждый год. Она пыталась убрать нас из эфира, но своими действиями лишь вывела на первые полосы «Нью-Йорк таймс». И это удвоило нашу аудиторию (англ. We sent her flowers every year. She tried to get us off the air and all it did was get us on the front of The New York Times. And it doubled our audience.).

## В культуре
В самом ситкоме «Женаты… с детьми» отсылку на Терри Раколту сделали в 9 сезоне в эпизоде No Pot to Pease In (с англ. — «Нет стручка для гороха»), в котором идущий по Fox network популярный сериал «Горох в стручке» (англ. Pease in a Pod), основанный на самих Банди, закрыли, потому что «одной женщине из Мичигана он не понравился» (англ. Well, some woman in Michigan didn't like it).
В мультсериале «Симпсоны» бойкот обыгран во 2 сезоне в эпизоде Itchy & Scratchy & Marge, когда Мардж, копируя Терри Раколту, также начинает бороться с непристойностями в детских шоу.